# Linha Oedo
A Linha Toei Ōedo (都営地下鉄大江戸線, Toei Chikatetsu Ōedo-sen) é uma linha do Metrô de Tóquio no Japão gerida pela rede Toei. Ele se conecta a estação de Tochōmae estação Hikarigaoka. Com uma extensão de 40,7 km, ela faz um loop em Tóquio, antes de ir para o noroeste passando pelos distritos de Shinjuku, Bunkyō, Taitō, Sumida, Kōtō, Chuo, e Minato, Shibuya, Nakano e Nerima. É também conhecida como Linha 12. Nos mapas, a linha é de cor rubi e identificada pela letra E.

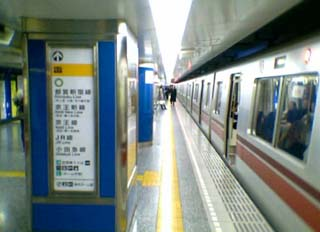
Estação Shinjuku, E-27

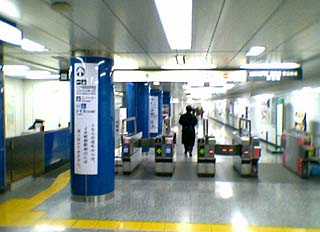
Uma porta na estação Shinjuku, E-27

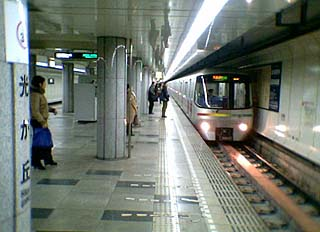
Estação Hikarigaoka, E-38

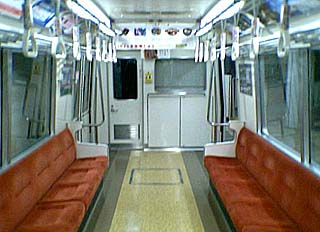
Interior

## História
O primeiro trecho da linha Ōedo inaugurado em 10 de dezembro de 1991 entre Hikarigaoka e Nerima. Toda a linha entrou em serviço em 12 de dezembro de 2000 (12/12/12 no calendário do japão, o ano 2000 é o ano Heisei 12). Existe um projeto para estender a linha da estação Hikarigaoka para a estação Ōizumi-gakuen da linha Seibu Ikebukuro e à estação Higashi-Tokorozawa da linha Musashino. 

## Estações
NOTA: As estações são listadas na direção no sentido horário, começando com a estação de Tochōmae.
| Número | Estação                | Nome japonês | Distância (km) | Correspondências | Distrito |
| ------ | ---------------------- | ------------ | -------------- | --- | -------- |
| E-28   | Tochōmae               | 都庁前       | 0              | Toei : Oedo (direção Roppongi) | Shinjuku |
| E-01   | Shinjuku-Nishiguchi    | 新宿西口     | 0,8            | a Shinjuku : Toei : Shinjuku JR East : Chūō, Chūō-Sōbu, Saikyō, Shōnan-Shinjuku, Yamanote Keiō : Keiō, Nova Keiō Odakyū : Odawara Tokyo Metro : Marunouchi | Shinjuku |
| E-02   | Higashi-Shinjuku       | 東新宿       | 2,2            | Tokyo Metro : Fukutoshin | Shinjuku |
| E-03   | Wakamatsu-Kawada       | 若松河田     | 3,2            | | Shinjuku |
| E-04   | Ushigome-Yanagichō     | 牛込柳町     | 3,8            | | Shinjuku |
| E-05   | Ushigome-Kagurazaka    | 牛込神楽坂   | 4,8            | | Shinjuku |
| E-06   | Iidabashi              | 飯田橋       | 5,8            | Tokyo Metro : Tōzai, Yurakucho, Namboku JR East : Chūō-Sōbu                                                                                                | Bunkyo   |
| E-07   | Kasuga                 | 春日         | 6,8            | Toei : Mita Tokyo Metro : Marunouchi (a Korakuen), Namboku (a Korakuen)                                                                                    | Bunkyo   |
| E-08   | Hongō-sanchōme         | 本郷三丁目   | 7,6            | Tokyo Metro : Marunouchi | Bunkyo   |
| E-09   | Ueno-Okachimachi       | 上野御徒町   | 8,7            | Tokyo Metro : Ginza (a Ueno-Hirokōji), Hibiya (a Naka-Okachimachi) JR East : Keihin-Tōhoku, Yamanote (a Okachimachi)                                       | Taito    |
| E-10   | Shin-Okachimachi       | 新御徒町     | 9,5            | Metropolitan Intercity Railway Company : Tsukuba Express                                                                                                   | Taito    |
| E-11   | Kuramae                | 蔵前         | 10,5           | Toei : Asakusa | Taito    |
| E-12   | Ryōgoku                | 両国         | 11,7           | JR East : Chūō-Sōbu | Sumida   |
| E-13   | Morishita              | 森下         | 12,7           | Toei : Shinjuku | Koto     |
| E-14   | Kiyosumi-shirakawa     | 清澄白河     | 13,3           | Tokyo Metro : Hanzōmon | Koto     |
| E-15   | Monzen-Nakachō         | 門前仲町     | 14,5           | Tokyo Metro : Tozai | Koto     |
| E-16   | Tsukishima             | 月島         | 15,9           | Tokyo Metro : Yurakucho | Chuo     |
| E-17   | Kachidoki              | 勝どき       | 16,7           | | Chuo     |
| E-18   | Tsukijishijō           | 築地市場     | 18,2           | | Chuo     |
| E-19   | Shiodome               | 汐留         | 19,1           | Yurikamome | Minato   |
| E-20   | Daimon                 | 大門         | 20,0           | Toei : Asakusa | Minato   |
| E-21   | Akabanebashi           | 赤羽橋       | 21,3           | | Minato   |
| E-22   | Azabu-Jūban            | 麻布十番     | 22,1           | Tokyo Metro : Namboku | Minato   |
| E-23   | Roppongi               | 六本木       | 23,2           | Tokyo Metro : Hibiya | Minato   |
| E-24   | Aoyama-itchōme         | 青山一丁目   | 24,5           | Tokyo Metro : Ginza, Hanzomon | Minato   |
| E-25   | Kokuritsu-Kyōgijō      | 国立競技場   | 25,7           | JR East : Chūō-Sōbu (a Sendagaya) | Shinjuku |
| E-26   | Yoyogi                 | 代々木       | 27,2           | JR East : Chūō-Sōbu, Yamanote | Shibuya  |
| E-27   | Shinjuku               | 新宿         | 27,8           | Toei : Shinjuku JR East : Chūō, Chūō-Sōbu, Saikyō, Shōnan-Shinjuku, Yamanote Keiō : Keiō, Nouvelle Keiō Odakyū : Odawara Tokyo Metro : Marunouchi          | Shibuya  |
| E-28   | Tochōmae               | 都庁前       | 28,6           | Toei : Oedo (direção Iidabashi) | Shinjuku |
| E-29   | Nishi-Shinjuku-gochōme | 西新宿五丁目 | 29,4           | | Shinjuku |
| E-30   | Nakano-Sakaue          | 中野坂上     | 30,6           | Tokyo Metro : Marunouchi | Nakano   |
| E-31   | Higashi Nakano         | 東中野       | 31,6           | JR East : Chūō-Sōbu | Nakano   |
| E-32   | Nakai                  | 中井         | 32,4           | Seibu : Shinjuku | Shinjuku |
| E-33   | Ochiai-Minami-Nagasaki | 落合南長崎   | 33,7           | | Shinjuku |
| E-34   | Shin-Egota             | 新江古田     | 35,3           | | Nakano   |
| E-35   | Nerima                 | 練馬         | 36,9           | Seibu : Ikebukuro, Yūrakuchō, Toshima | Nerima   |
| E-36   | Toshimaen              | 豊島園       | 37,8           | Seibu : Toshima | Nerima   |
| E-37   | Nerima-Kasugachō       | 都庁前       | 39,3           | | Nerima   |
| E-38   | Hikarigaoka            | 光が丘       | 40,7           | | Nerima   |